# 下茄苳北堡
下茄苳北堡，是台灣南部自清治時期至日治初期的一個行政區劃，其範圍包括今台南市的後壁區中部、白河區西北部，以及嘉義縣鹿草鄉的南部偏東。
下茄苳北堡北邊為鹿仔草堡、嘉義西堡，東邊及南邊為下茄苳南堡，西邊為鹽水港堡、白鬚公潭堡。

## 管轄街庄
下茄苳北堡共轄13個庄：
- 今後壁區境內：菁藔庄、崩埤庄、長短樹庄、竹圍後庄、新港東庄、下茄苳庄、上茄苳庄、土溝庄
- 今白河區境內：海豐厝庄、大排竹庄、詔安厝庄、蓮潭庄
- 今鹿草鄉境內：三角仔庄